# Derbyshire

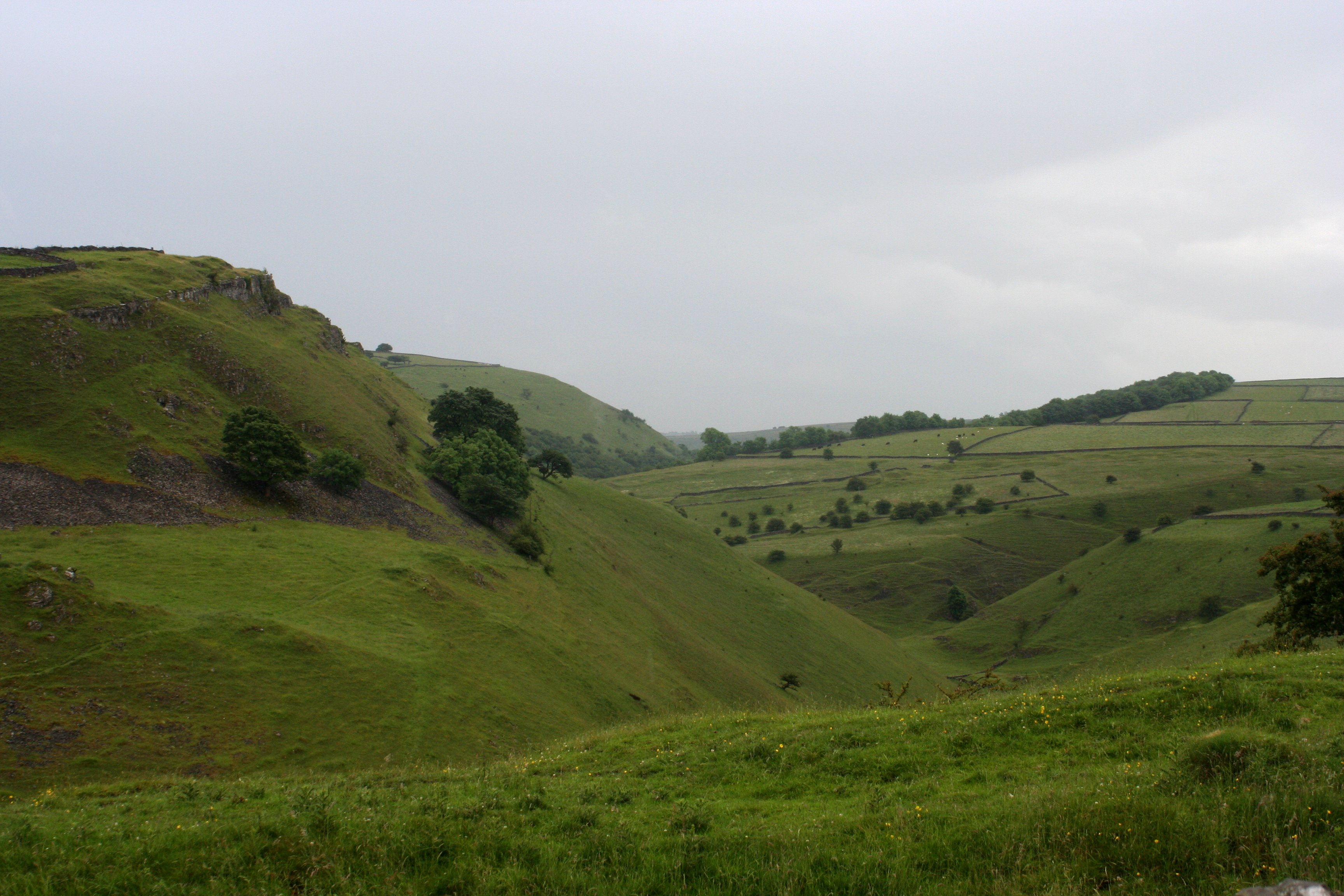
Den norra delen av Derbyshire upptas av nationalparken Peak District, ett område som är populärt bland exempelvis fotvandrare och bergsklättrare.

Derbyshire  är ett ceremoniellt och administrativt grevskap i  East Midlands i Storbritannien. Stora delar av Peak District National Park ligger i Derbyshire och sydligaste delen av bergskedjan Penninerna ligger inom den norra delen av grevskapet. Grevskapet innehåller också delar av National Forest, och gränsar till Greater Manchester, West Yorkshire, South Yorkshire, Nottinghamshire, Leicestershire, Staffordshire och Cheshire. Derbyshire kan anses ligga i mitten av Storbritannien, då en gård nära Coton in the Elms har identifierats som den plats i Storbritannien som ligger längst ifrån havet, och Rodley och Overseal var Storbritanniens befolkningscentrum under 1900-talet, ett centrum som hela tiden rör sig söderut.
Staden Derby är en enhetskommun, men är en del av det ceremoniella grevskapet Derbyshire. Derbyshire utom Derby innehåller 30 orter mellan 10 000 och 100 000 invånare, men stora delar av grevskapet består av jordbruksmark, 75 % av befolkningen bor på 25 % av ytan. Vid sidan av Derby är Chesterfield den största orten.

## Administrativ indelning
Det administrativa grevskapet Derbyshire omfattar hela det ceremoniella grevskapet Derbyshire med undantag för det område som administreras av enhetskommunen City of Derby.  Det är indelat i åtta distrikt. 

Distrikten i det ceremoniella grevskapet Derbyshire.
Rött:Administrativa grevskapet Derbyshire
Gult:Enhetskommun

| Nr | Distrikt / Enhetskommun | Administrativt grevskap |
| -- | ----------------------- | ----------------------- |
| 1  | High Peak               | Derbyshire              |
| 2  | Derbyshire Dales        | Derbyshire              |
| 3  | South Derbyshire        | Derbyshire              |
| 4  | Erewash                 | Derbyshire              |
| 5  | Amber Valley            | Derbyshire              |
| 6  | North East Derbyshire   | Derbyshire              |
| 7  | Chesterfield            | Derbyshire              |
| 8  | Bolsover                | Derbyshire              |
| 9  | City of Derby           | City of Derby           |